# 香港島專線小巴30線
香港島專線小巴30線是由百德專線小巴營辦的一條小巴路線，來往銅鑼灣（蘭芳道）及跑馬地（冬青道），來回程取道成和道往返，全程收費為$4.7，每日清晨至午夜為跑馬地往返銅鑼灣之市民服務。

## 歷史
本路線為跑馬地往返銅鑼灣之市民提供服務，歷史悠久，早於1980年5月25日已經投入服務，當時來往銅鑼灣（百德新街）及馬己仙峽（和福道），每12分鐘一班。
當時本路線途經灣仔的駱克道、金鐘及馬己仙峽道來往馬己仙峽。不過由於本路線來往馬己仙峽和銅鑼灣的客量較低，本路線於1981年4月5日起增設只往返銅鑼灣和金鐘的區間車，並削減全程班次的服務時間。
1985年，地鐵（今港鐵）港島綫通車。由於本路線介乎銅鑼灣至金鐘一段和地鐵完全重疊，本路線改經跑馬地藍塘道往返馬己仙峽（和福道），不再途經金鐘，往返銅鑼灣和金鐘的區間車因而取消，並新增往返銅鑼灣和跑馬地的區間車，來往金鐘及和福道的服務由新路線30M提供，總站亦改為設於駱克道。適逢中華巴士於1984年提議開辦來往跑馬地及天后站的19M線，由於本路線改道後服務範圍和該中巴路線重疊，該路線最後開辦不成。不過30M線客量長期偏低，已於1986年10月12日取消服務。
1988年4月15日，本路線進行重組，往返銅鑼灣及馬己仙峽（和福道）的班次正名為30A線，收費$2.5，只於平日繁忙時間行走；往返銅鑼灣及跑馬地的短程服務則維持以30為編號。惟30A線已於90年代中取消，亦象徵本系列路線正式撤出馬己仙峽。

## 服務時間及班次
| 銅鑼灣（蘭芳道）開 | 銅鑼灣（蘭芳道）開 | 銅鑼灣（蘭芳道）開 | 跑馬地（冬青道）開 | 跑馬地（冬青道）開 | 跑馬地（冬青道）開 |
| 日期               | 服務時間           | 班次（分鐘）       | 日期               | 服務時間           | 班次（分鐘）       |
| ------------------ | ------------------ | ------------------ | ------------------ | ------------------ | ------------------ |
| 星期一至六         | 06:40-23:40        | 6-8                | 星期一至六         | 06:40-23:40        | 6-8                |
| 星期日及紅假期     | 06:40-23:40        | 8-10               | 星期日及紅假期     | 06:40-23:40        | 8-10               |

## 行車路線
本路線去程主要途經黃泥涌道及成和道前往跑馬地，回程則主要取道成和道、山村道、山光道、雲地利道及樂活道前往銅鑼灣。